# Quisi (cidade)
Quisi (Kisii) é uma cidade do Quênia situada na antiga província de Nianza, no condado de Quisi, onde é sede. De acordo com o censo de 2019, havia 112 417 habitantes. Já foi capital do extinto distrito (vilaiete) de Quisi.